# ليف فينك
ليف فينك (بالإنجليزية: Lev Fink)‏ (و. 1910 – 1988 م) هو فيزيائي، ومهندس من الاتحاد السوفيتي . ولد في كييف .
توفي في سانت بطرسبرغ ، عن عمر يناهز 78 عاماً.

## التعليم
تعلم في Budyonny Military Academy of the Signal Corps ‏

## جوائز
حصل على جوائز منها:
- جائزة الاتحاد السوفيتي الحكومية
- وسام النجمة الحمراء
- وسام شارة الشرف
- وسام الراية الحمراء
- وسام "لأجل الانتصار على اليابان" [الإنجليزية]‏
- ميدالية الانتصار على ألمانيا في الحرب الوطنية العظمى 1941-1945
- وسام جدارة المعركة  [لغات أخرى]‏.